# 184 Dejopeja
184 Dejopeja este un asteroid din centura principală, descoperit pe 28 februarie 1878, de Johann Palisa.